# Salvatore Ottolenghi

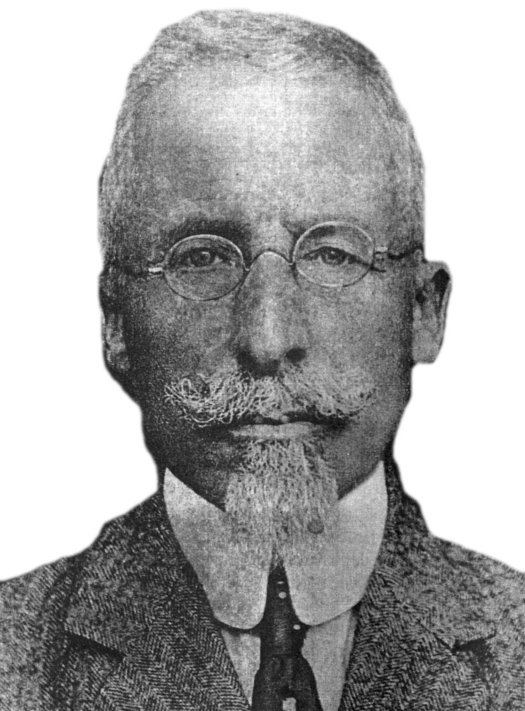
Salvatore Ottolenghi

Salvatore Ottolenghi (Asti, 1861 - Roma, 1934) foi um médico e cientista italiano, com uma produção científica de notável importância para a Medicina Legal moderna, com acentuada influência na legislação penal e social.
Formou-se em medicina em 1884, com 23 anos, especializando-se em oftalmologia.
Apreciado pelo seu profissionalismo e seriedade no desenvolvimento da investigação científica, foi convidado por César Lombroso para dedicar-se à antropologia e a psiquiatria, tornando-se professor, seu assistente na Universidade de Turim, em  1885.
Discípulo de Lombroso, criador  da criminologia científica, Ottolenghi foi o primeiro estudioso da técnica da investigação científica. Fundou em Roma, em 1902, a Escola Superior de Polícia Científica, da qual tornou-se o primeiro diretor.